# 聯杯烯
聯杯烯（Bicalicene）的分子式为C16H8。聯杯烯具有两个环丙烯环和两个环戊二烯环。整體的共軛體系包含16個π電子，理論上應為反芳香性。但反-聯杯烯的共振式可以出現帶正電的三元環和帶負電的五元環，各自符合休克爾規則，因而具有芳香性。而顺-聯杯烯同樣的共振式中相同電荷的環處於同側，是不穩定的，因此不具有芳香性，是不穩定的反芳香性化合物。

## 参看
- 多环芳香烃
- 杯烯（Calicene）